# Telefon-saudade
A Telefon-saudade 2025-ben bemutatott magyar rövidfilm, amelyet Tóth-Lederhaas Csongor rendezett és írt, Jámbor Aliz azonos című drámája alapján. A film központi témája a magány, az emlékezés és az emberi kapcsolatok bonyolultsága.

## Cselekmény
A film egy idős hölgy történetét meséli el, aki egyedül él budapesti lakásában. Egy napon egy telefonhívást kap valakitől, akiről azt gondolja, hogy rég eltűnt fia, Marci az. A lánya, Szandra, aki rendszeresen látogatja anyját, ráébred, hogy az anyja egy telefonos csalóval alakított ki sajátos kapcsolatot. A történet során kiderül, hogy az anya nem feltétlenül hisz a férfinek, mégis szüksége van rá. Szandra és édesanyja kapcsolata e telefonhívások árnyékában alakul, és a film végül egy mélyebb, szívszorítóbb kérdést vet fel.

## Szereplők
| Szereplő | Színész        |
| -------- | -------------- |
| Anya     | Andai Katalin  |
| Szandra  | Balogh Orsolya |

## Forgatás
A film forgatása 2025 februárjában kezdődött Budapesten. A forgatás során a rendező és az operatőr kiemelt figyelmet fordított a képi világ intimitására és a karakterek belső érzelmi dinamizmusának megjelenítésére.

## Érdekességek
- A film egyik kulcsfontosságú eleme a telefon, amely a kommunikáció és az elszigeteltség kettősségét szimbolizálja.
- A rendező és a stáb minimalista megközelítést alkalmazott, hogy a történet intimitása és érzelmi töltete még hangsúlyosabb legyen.